# NGC 4011
NGC 4011 (другие обозначения — ZWG 127.121, PGC 37674, CGCG 127-121, WBL 368-008, LEDA 37674) — линзообразная галактика (S0) в созвездии Льва. Открыта Джоном Дрейером в 1878 году.
Этот объект входит в число перечисленных в оригинальной редакции «Нового общего каталога».

## Описание
Астрономический объект NGC 4011 представляет собой линзообразную галактику (S0) с эмиссионными линиями в созвездии Льва с позиционным углом PA = 39°.
Видимые размеры — 0,4' × 0,2'.
Описание Дрейера: «очень слабая, очень маленькая звезда 12-й величины на северо-западе».
На изображении размером 24 дюйма (22.03.14): объект очень слабый или слабый, маленький, круглый, диаметром 15 дюймов с очень слабой концентрацией. Расположен примерно в 3,7 угловых минутах к юго-востоку от положения NGC 4005 и в 5,4 угловых минутах от NGC 4015.

## Наблюдение

### Данные наблюдений
Видимая звёздная величина в диапазоне чувствительности глаза mV = 14,7m, в синем фильтре mB = 15,7m. В полосе К (ближний инфракрасный свет) mK = (12,271 ± 0,076)m. Поверхностная яркость — 11,8 mag/arcmin2; угловое положение — 39°.

### Астрономические данные
По состоянию на стандартную эпоху J2000.0 прямое восхождение объекта составляет 11ч 58м 25,4с, склонение +25° 05′ 52″.
Радиальная скорость — 4191 км/с. Расстояние от Солнца до NGC 4011 согласно величине красного смещения z = 0,01408 ± 1,0E−5 составляет 58,2 Мпк.

## Обнаружение и исследования
Дрейер обнаружил NGC 4011 24 апреля 1878 года в ходе одного из поздних наблюдений скопления со звездой 72" и помечен как «Эпсилон» на опубликованном эскизе. Туманность была помещена на +/- 4' приблизительно 112° от HD 103913 с величиной 8,3. Фактическое смещение от CGCG 127-121 (PGC 37674) составляет 5,4' в 117°. Звезда с величиной 12 находится на расстоянии 1,4' северной широты.
Это была последняя ночь, когда в замке Бирр были обнаружены новые звёзды.